# Silvia Meneses
Silvia Rosa Meneses Perdomo (Caracas, Venezuela; 6 de diciembre de 1985) es una modelo venezolana y ganadora de concursos de belleza que fue titulada como Miss Supranational Venezuela 2009. Meneses representó a Venezuela en la edición inaugural de Miss Supranacional, en el Miss Supranacional 2009.

## Vida y carrera

### Primeros años
Meneses nació en Caracas, Venezuela. Actualmente reside en la ciudad de Miami, Florida, Estados Unidos.

## Concursos de belleza

### Miss Supranational Venezuela 2009
Meneses fue seleccionada de manera independiente como la primera representante de Venezuela en el certamen de belleza, Miss Supranacional. En un principio, la modelo Luna Ramos, Miss World Next Top Model 2010, sería quien representase originalmente a la nación sudamericana en dicho concurso.

### Miss Supranacional 2009
Silvia representó a Venezuela en la edición inaugural de Miss Supranacional, Miss Supranacional 2009, que se realizó el 5 de septiembre de 2009 en el Anfiteatro Strzelecki Park, en Plock, Polonia. Meneses no pudo clasificar en el grupo de 15 semifinalistas.

## Cronología
| Predecesor: Debut → | Miss Supranational Venezuela 2009 | Sucesor: Laksmi Rodríguez |